# Guvernoratul Damasc

Localizarea guvernoratului în Siria

Guvernoratul Damasc (în arabă: مُحافظة دمشق‎, Muḥāfaẓat Dimashq) este un guvernorat în partea sud-vestică a Siriei, fiind alcătuit doar din orașul Damasc și suburbiile Yarmouk.